# Айяр
Айяр (Ajjar, Ayyar; ? – 718) според „Джагфар тарихъ“ е кан на българите през 715 или 718 г. Той е син Тервел и негов наследник на трона на България. Последван е от брат му кан Кормесий.